# Soos (rezerwat przyrody)
Soos – rezerwat przyrody w Czechach, w kraju karlowarskim, położony ok. 6 km na północny wschód od Franciszkowych Łaźni. Rezerwat utworzony został w 1964 r. i obejmuje powierzchnię ok. 221 ha. Do zwiedzania udostępniony jest fragment rezerwatu wzdłuż ścieżki dydaktycznej o długości ok. 1,2 km.
Rezerwat chroni rozległe torfowiska i bagna z ok. 200 źródłami mineralnymi i licznymi ujściami dwutlenku węgla w mofetach.